# Sørvágur
Sørvágur er en bygd, der ligger på vestsiden af Vágar på Færøerne i bunden af fjorden Sørvágsfjørður. Elven Stórá løber midt gennem bygden og deler den i to.
Til kommunen, der har 1.240 indbyggere (2025), hører Bøur og Gásadalur på nordsiden af fjorden og øen Mykines i vest og desuden holmene Tindhólmur, Gáshólmur og de to fritstående klipper
Drangarnir. Øst for byen findes Færøernes største indsø Sørvágsvatn/Leitisvatn.
Sørvágur har en fiskerihavn med fiskemodtagele og en filetfabrik. Andre vigtige næringsveje er handel, håndværk og industri. Der er en del tjenesteydende virksomhedr knyttet til Færøernes eneste lufthavn, Vágar Lufthavn, hvor også Atlantic Airways har sin administration. Hotel Vágar ligger i nærheden af lufthavnen. Fra Sørvágur og lufthavnen er det veiforbindelse vestover til Miðvágur og Sandavágur, som er knyttet til de færøske «hovedøer» med Vágartunnelen. Fra Sørvágur er der også færgeforbindelse til Mykines.

## Navn
Navnet Sørvágur oversættes til "Sørbugten". Mens anden halvdel af navnet giver mening i betragtning af, at landsbyen ligger ved en bugt, er den første halvdel mere mystisk. Sagnet siger, at den første mand, der bosatte sig på dette sted, blev kaldt 'Sørli', og derfor blev bygden navngivet til ære for ham. En anden forklaring på oprindelsen af 'Sør' kommer fra det oldnordiske 'Seyr', som er et ord for sand (seyr er også et ord for tåget regn). Sørvágur har en ret stor sandstrand i sammenligning med andre færøske bygder og byer. Nogen mener at Sørvágurs oprindelige navn var Seyrvágur , og i tidens løb blev Seyrvágur til Sørvágur. I løbet af første halvdel af det 20. århundrede forsøgte lokalbefolkningen i Sørvágur at rette op på denne historiske uretfærdighed og brugte navnet Seyrvágur i stedet for Sørvágur. Denne tendens dopgav man igen. En grund kan være, at der ikke er noget bevis i de færøske historiske optegnelser, der retfærdiggør navnet Seyrvágur.

## Kirken
Sørvágs kirkja blev indviet den 24. oktober 1886. Kirken har 250 siddepladser. Selv om den ligner en af de typiske færøske trækirker, regnes den ikke for en af de gamle færøske trækirker. 

## Historie
Sørvágur anses for at være en af de ældste bygder på Færøerne. I 1957 besluttede de lokale at bygge en ny skole, og under forberedelserne til at bygge skolens gymnastiksal udgravede arkæologerne arkæologerne en gammel vikingeboplads fra omkring år 1000 (se Vikingetiden på Færøerne).
Selvom landsbyen er gammel, er der ingen omtale af den, eller øen Vágur i Færingesagaen fra det trettende århundrede.
I 1200-tallet flyttede bygden fra sine første bebyggelser langs åen Hanusará og længere sydpå mellem åerne Stórá og Kirkjuá. Historiske optegnelser fra det 17. århundrede viser, at den oprindelige bebyggelse ved siden af åen Hanusará blev forladt, og landsbyen blev flyttet fast til den nye placering mellem de to hovedåer i Sørvágur. Hovedårsagen til dette var formentlig, at vejrforholdene mellem de to åer er langt bedre end andre steder i Sørvág.
Fra 1400-tallet til 1690 ejede den norske adels-familie Benkenstock samtlige marker i Sørvágur.
Omkring 1665 købte danskeren Severin Fohrman alle markerne af Benkenstock'erne og begyndte straks at sælge den tilbage til de lokale. Det betød, at næsten al jorden i Sørvág er privat ejendom (óðalsjørð) i stedet for at tilhøre kongen (kongsjord).
Den første skriftlige optegnelse om Sørvágur er fra 1584. Optegnelsen viser, at der kun var tre små gårde i Sørvágur på det tidspunkt. Dette falder meget godt sammen med, at jorden tilhørende Sørvág er opdelt i tre dele: Suðurtriðingur, Norðurtriðingur og Úttriðingur.
Ved hjælp af "Jordebøgerne" (Jarðarbøkur) var antallet af indbyggere i Sørvágur i 1600-tallet sandsynligvis omkring halvtreds. Ved den første folketælling på Færøerne i 1801 var antallet af indbyggere i Sørvág steget til 86. I 1855 var antallet af indbyggere 163. Årsagen til denne langsomme fremgang skyldes de særlige krav til ægteskab, der var lov. på Færøerne. Loven sagde, at for at gifte sig, skulle man eje jord eller have demonstreret, at man var en trofast tjener for en, der ejede jord. Det var kun de velhavende bønder, der havde en betydelig mængde jord, og derfor var fødselstallet på Færøerne meget lavt, indtil denne lov blev afskaffet.
I feudaltiden var det kun kongsbønderne, der havde fiskebåde. Den første person på Færøerne, der ikke ejede jord og fik sin egen fiskerbåd var Gamli Dávur fra Sørvágur.
I slup-perioden, der strækker sig fra 1880'erne til begyndelsen af 2. verdenskrig havde Sørvágur mange slupper.
I perioden 1902-1912 var der en hvalfangststation i den nærliggende bugt Selvík.
I 1942 under 2. verdenskrig, da flyvepladsen blev bygget (1942-1944), boede 5000 britiske soldater i Sørvágur, men nu kan man kun se små rester af deres bebyggelser på sydsiden af bygden. I Sørvágur og Vatnsoyrar var der store barakker, hvor der foruden kontor og indkvarteringsbarakker også var underholdning med bl.a. koncerter, dans og boksekampe.
I 1952 blev Færøernes første fiskefabrik bygget i Sørvágur. De lokale fra Sørvágur udgjorde en del af rygraden i fiskere, der tog til Grønland for at fiske. Færøske fiskere var medvirkende til at lære indbyggerne i Grønland at dyrke dybhavsfiskeri.
I 2016 døde færøernes ældste person nogensinde, Theodor Thomassen, som kom fra Sørvágur og blev 107 år gammel.

## Turisme
- Sørvágur deler en årlig byfest, Vestanstevna, med bygderne Miðvágur og Sandavágur. Byfesten er en slags mini-Ólavsøka og afholdes i begyndelsen af juli. Siden 2013 har der også været en årlig Country,- og Bluesfestival i Sørvágur, og den finder sted i juni.
- Sørvágs Bygdasavn udstiller bl.a. forskellige fiskeredskaber, andre brugsredskaber og fotos.

## Galleri
- Sørvágur
- Sørvágur
- Sørvágur